# Nu Aquarii
Désignations
Nu Aquarii (ν Aqr, ν Aquarii) dans la désignation de Bayer est une étoile géante jaune de la constellation du Verseau.

## Nomenclature
Albulan II est le nom propre de l’étoile Nu Aquarii / ν Aqr. C’est l’arabe البلعان al-Bulaᶜān dont la signification est loin d’être simple. Pour la comprendre, il faut considérer que ce nom résulte d’une individualisation tardive des étoiles du groupe εμν Aqr appelé سعد بلع Saᶜd Bulaᶜ qui est, dans le ciel arabe traditionnel, le nom du groupe εμν Aqr constituant la XXIIIe des manāzil al-qamar ou « stations lunaires », déjà connue notamment, autour de l’an mil, dans les premières sources latines, sous la forme Scalbola. 

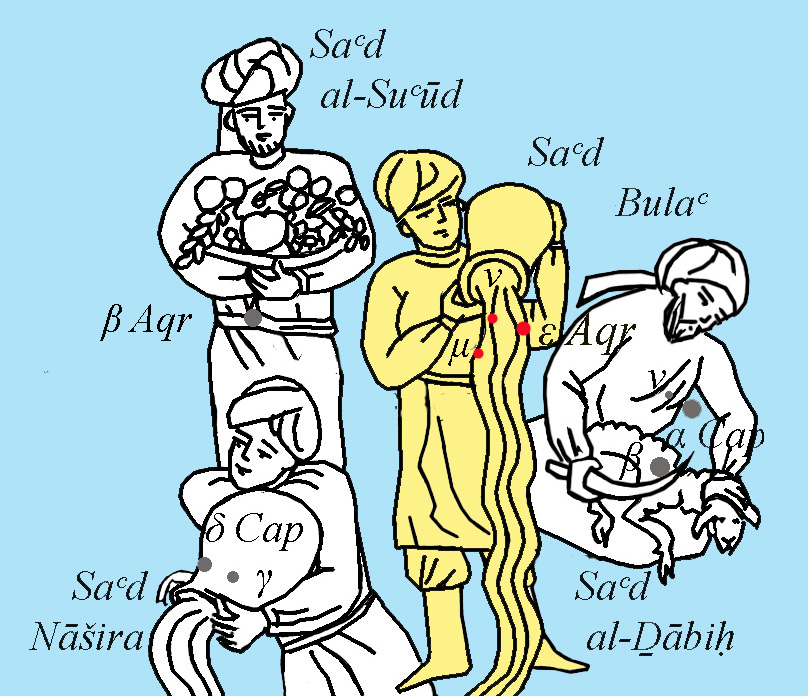
La figure de سعد الأخبية "Saᶜd Bulaᶜ", « la Propice de Bulaᶜ » (Dessin de Roland Laffitte).

La première étoile, ε Aqr est alors nommée البالع al-Bāliᶜ, littéralement « Celle qui avale », » car, selon un commentaire de l'érudit Ibn Qutayba (IXe s.), étant l’étoile la plus brillante du groupe εμν Aqr, elle dévorait littéralement les deux suivantes, dites البالعان al-Bulaᶜān. En fait, même si la racine √BLᶜ contient l’idée d’« avaler », il s’agit probablement d’une explication de type astronomique hors contexte culturel. En fait la série des السعود al-Suᶜūd livre des noms liés à des divinités antiques et il n’ y a pas de raison pour qu’il en soit différemment pour البالع al-Bulaᶜ, sur lequel a été formé البالع al-Bāliᶜ. D’ailleurs, dans l’univers linguistique arabe, Bulaᶜ est un nom propre attesté en sudarabique. Le nom سعد بلع Saᶜd Bulaᶜ signifie donc « la Propice de Bulaᶜ ». Il s’ensuit que si البالعان al-Bulaᶜān ne sont « les Deux avalées » que si l’on oublie que Bulaᶜ est un nom propre. Le moins mauvais, si l’on peut dire, serait de traduire البلعان al-Bulaᶜān par « les Deux Bulaᶜ ».
Le nom est transcrit Al Búlaán par Thomas Hyde dans sa traduction du یجِ سلطانی Zīğ-i Sulṭānī ou « Tables sultaniennes » d’Uluġ Bēg (1437). Transcrit à son tour Al Buläān par Richard Allen (1899), il devient un nom au XXe siècle. Nous avons ainsi Albulan II chez Jack W. Rhoads (1971).
Notons que le nom Sa’d bula’ a été donné au groupe Mu-Nu Aquarii / μν Aqr. L’introduction de ce nom est due à Johann Elert Bode (1801) qui reprend, sous la forme Sa’d Bula’, exactement la transcription du philologue Friedrich Wilhelm Lach (1796) et limite comme lui cette appellation au groupe εμν Aqr dans son entier, mais les limite aux deux seules étoiles groupe μν Aqr. Cela se retrouve chez Richard Allen (1899) qui donne pour la XXIIIe des manāzil al-qamar ou « stations lunaires », la transcription Al Sa‘d al Bula‘, sans suite,.
En chinois, ν Aquarii est connue sous le nom de 天壘城十 (Tiān Lěi Chéng shí), c'est-à-dire « la dixième étoile des Remparts Célestes ». Elle est incluse au sein de l'astérisme des Remparts Célestes (天壘城, Tiān Lěi Chéng), qui regroupe les étoiles ν Aquarii, ξ Aquarii, 46 Capricorni, 47 Capricorni, λ Capricorni, 50 Capricorni, 18 Aquarii, 29 Capricorni, 9 Aquarii, 8 Aquarii, 14 Aquarii, 17 Aquarii et 19 Aquarii

## Propriétés
Nu Aquarii a une magnitude apparente est de 4,52 et elle est donc visible à l'œil nu depuis la Terre. Sa distance, déterminée à l'aide des mesures de parallaxe, est de ∼ 159 a.l. (∼ 48,7 pc).
est une étoile géante de type spectral G8III, d'un âge estimé à 708 millions d'années. La masse de l'étoile est plus du double de celle du Soleil et son enveloppe externe s'est étendue jusqu'à atteindre huit fois le rayon solaire. Sa température de surface est de 4 920 K. À cette température, l'étoile brille d'une lumière jaunâtre typique d'une étoile de type G. Sa luminosité vaut 37 fois celle du Soleil.

## Observation
Nu Aquarii est située à 1° à l'est de la Nébuleuse Saturne (NGC 7009). À ce titre, l'étoile est entrée dans l'histoire car elle a été répertoriée par William Herschel en tant que guide pour localiser la Nébuleuse Saturne, qui fut la première nébuleuse planétaire identifiée en tant que tel,.